# Gleison
Gleison Wilson da Silva Moreira, hay Gleison (sinh ngày 23 tháng 6 năm 1995) là một cầu thủ bóng đá người Brasil thi đấu cho Penafiel theo dạng cho mượn từ Porto.

## Sự nghiệp câu lạc bộ
Anh ra mắt chuyên nghiệp tại Giải bóng đá hạng nhất quốc gia Bồ Đào Nha cho Portimonense vào ngày 1 tháng 3 năm 2015 trong trận đấu trước Farense.
Anh ra mắt tại Giải bóng đá vô địch quốc gia Bồ Đào Nha cho Paços de Ferreira vào ngày 13 tháng 8 năm 2016, khi đá chính trong trận hòa 1–1 trước Moreirense.